# Wataru Ikenaga
Wataru Ikenaga (池永 航 Ikenaga Wataru?), född 30 november 1991 i Hyōgo prefektur, är en japansk fotbollsspelare.
Ikenaga började sin karriär 2014 i Renofa Yamaguchi FC. Han spelade 41 ligamatcher för klubben. 2016 flyttade han till MIO Biwako Shiga.